# أندي جاسي
أندرو ر. جاسي (بالإنجليزية: Andrew R. Jassy)‏ (من مواليد 13 يناير 1968)   هو مدير أعمال أمريكي يشغل منصب الرئيس والمدير التنفيذي لشركة أمازون. قبل تعيينه من قبل جيف بيزوس ومجلس إدارة أمازون خلال الربع الرابع من عام 2020، شغل جاسي منصب نائب الرئيس الأول ثم الرئيس التنفيذي لشركة AWS من عام 2003 إلى عام 2021.

## النشأة والتعليم
جاسي هو ابن مارجري وإيفريت إل. جاسي من سكارسديل، نيويورك. وهو يهودي من أصول مجرية.   وكان والده شريك بارز في شركة ديوي بالانتين في نيويورك، ورئيس لجنة إدارة الشركة. نشأ جاسي في سكارسديل، والتحق بمدرسة سكارسديل الثانوية.  
تخرج جاسي مع مرتبة الشرف من كلية هارفارد، حيث كان مدير الإعلانات في جامعة هارفارد كريمسون، قبل أن يحصل على ماجستير إدارة الأعمال من كلية هارفارد للأعمال.  

## حياته المهنية
عمل جاسي لمدة 5 سنوات بعد التخرج قبل الحصول على ماجستير إدارة الأعمال. عمل كمدير مشروع لشركة إم بي أي ثم قام هو وزميل له بتأسيس شركة وإغلاقها.  
انضم إلى أمازون عام 1997، مع العديد من زملاءه في ماجستير إدارة الأعمال بجامعة هارفارد.  في عام 2003، توصل هو وجيف بيزوس إلى فكرة إنشاء منصة الحوسبة السحابية التي ستُعرف باسم خدمات أمازون ويب، والتي تم إطلاقها في عام 2006.  ترأس جاسي خدمات أمازون ويب وفريقها المكون من 57 شخصًا. في أبريل 2016 ، تمت ترقية جاسي من نائب الرئيس الأول إلى الرئيس التنفيذي لشركة خدمات أمازون ويب.  
في أبريل 2017، انتقد جاسي شركة أوراكل المنافسة، بسبب أسعارها المرتفعة. 
اعتبارًا من نوفمبر 2020، بلغت ثروة جاسي 377 مليون دولار. 
في 2 فبراير 2021، أُعلن أن جاسي سيخلف جيف بيزوس كرئيس تنفيذي لشركة أمازون في وقت ما في الربع الثالث من عام 2021، مع انتقال بيزوس إلى منصب الرئيس التنفيذي. 

## الحياة الشخصية
في عام 1997، تزوج جاسي من إلانا روشيل كابلان، مصممة أزياء لإدي باور وتخرجت من كلية فيلادلفيا للمنسوجات والعلوم.    كان والداهما من كبار الشركاء في شركة المحاماة ديوي بالانتين.  لديهم طفلين.
يعيش الزوجان في حي كابيتول هيل في سياتل، في منزل مساحته 10000 قدم مربع تم شراؤه في عام 2009 مقابل 3.1 مليون دولار.   في أكتوبر 2020، أفيد أن جاسي اشتري منزلًا بقيمة 6.7 مليون دولار على مساحة 5500 قدم مربع في سانتا مونيكا، كاليفورنيا.  
اشتهر جاسي بدعمه القضايا الاجتماعية، في سبتمبر 2020، غرد في حسابه علي تويتر عن الحاجة إلى مساءلة الشرطة بعد مقتل بريونا تايلور، وهي امرأة سوداء، برصاص رجلي شرطة من البيض في منزلها خلال عملية مداهمة فاشلة.
قبل أن ينضم إلى أمازون، أدار فرقة موسيقية في بوسطن، ويقول جاسي إن لديه «شغفا خاصا» باكتشاف فنانين جدد. حيث قال جاسي :
| أندي جاسي | منذ طفولتي كنت أحضر الكثير من الحفلات الموسيقية، وفي المدرسة الثانوية كنت من عشاق رولينغ ستونز وبروس سبرينغستين وإلفيس كوستيلو وترافيك | أندي جاسي |

يعتبر جاسي ودودا وقريب من الموظفين بطبيعته، حيث يتميز بشخصية هادئة، يقول البعض أن هناك تناقض بين شخصيته المتواضعة الهادئة وطموحة الغير محدود.